# Inmigración alemana en Nicaragua
Los alemanes en Nicaragua son la tercera comunidad más grande de Centroamérica, por detrás de Costa Rica y Guatemala. Incluyendo la participación de Polonia, a los colonos alemanes se les otorgó fincas y tierras del cultivo de café, principalmente en Matagalpa, Estelí y Jinotega. Además de que se mezclaron con las mujeres de esa región.

## Historia

### Principios de la inmigración
El primer alemán que se radicó en Nicaragua fue un comerciante en León en 1817 que era conocido simplemente como Don Alemán su nombre era Orlando W. Roberts originario de Hamburgo. Posteriormente tuvo que dejar el país. Hacia 1852 llegó otro grupo de alemanes solteros que se asentaron en el norte, y muchos se volvieron cónsules o vicecónsules, con el propósito de cultivar 200 manzanas de tierra por persona que fueron concedidas por el Gobierno. Hacia 1854, San Juan del Norte (Nicaragua) contó con diversos comercios y negocios de personas europeas, y se convirtió en el epicentro de esta prosperidad económica, la ciudad fue llamada posteriormente Greytown. Aunque un buque norteamericanos llamado New York bombardeó el puerto de San Juan del Norte (Greytown) y destruyó muchas casas comerciales, había entre 500 habitantes «10 o 12 angloamericanos, 25 ingleses y 12 franceses y alemanes», el resto eran negros de Jamaica y nativos. Aunque de acuerdo con un informe del New York, la gente europea en Greytown ya se había establecido en las costas de los Mosquitos. Solo los alemanes eran los nuevos. Hacia 1869, arribó otro grupo de alemanes que llegaron a Leon, Matagalpa, Jinotega y Estelí con el propósito de construir fincas de café, otro grupo de alemanes en Grewtown viajó por el río San Juan y re-emigraron a las 3 regiones mencionadas. Luego el monopolio del comercio nicaragüense se concentró en San Juan del Norte, y del café en Matagalpa, Estelí y Jinotega.

### Durante la Segunda Guerra Mundial
Para principios del siglo XX, una gran parte de los alemanes ya instalados en Nicaragua para el siglo XIX, re-emigraron para Costa Rica. Don Julio llegó a Nicaragua en 1940, como uno de los nuevos inmigrantes, y fue a trabajar en el sector minero, ya que el gobierno de Alemania y el dictador Anastasio Somoza García habían llevado a cabo acuerdos. Durante esa época, residían 300 alemanes en Nicaragua, no obstante, la colonia alemana en Nicaragua ya estaba experimentando su fin, debido a que Nicaragua le declaró la guerra a Alemania para quedar bien con Estados Unidos. El Gobierno de Nicaragua provocó una ola de persecución contra los alemanes en Nicaragua. Algunos alemanes pudieron escapar y otros fueron víctimas de los asesinatos de Somoza. Muchos alemanes que perdieron la vida o dejaron la nación, dejaron viudas a sus esposas nicaragüenses y huérfanos a sus hijos. Los alemanes que trabajaban como mineros quedaron como prisioneros, tales como Don Julio y Don Roger, aunque luego de Alemania se rindiera ante las tropas aliadas, fueron liberados, y exclamaron «He perdido mi patria, pero he ganado la libertad» ya que estos ya se habían nacionalizado nicaragüenses.

### Celebraciones alemanas en Nicaragua
En el 4 y 5 de julio de 2014, se celebró en el hotel internacional de Managua y el teatro nacional Rubén Darío el primer festival de la cultura alemana en Nicaragua. Hubo eventos de gastronomía, cine, filosofía, patrimonio histórico y música. Además de un concierto llamado «Alemania en el corazón de Nicaragua», el cual fue una celebración hecha por la Embajada alemana en Nicaragua y la Iniciativa cultural alemana-nicaragüense.